# Allan de Waal
Allan de Waal (19. marts 1938 på Frederiksberg – 5. december 2012) var en dansk arkitekt og skribent. Siden 1963 havde han periodevis været freelance-medarbejder og anmelder på Dagbladet Information med arkitektur, design og byplanlægning som fagområder. Han producerede også radioprogrammer, tv, kortfilm og bøger.
De Waal modtog PH-prisen 1986 og N.L. Høyen Medaljen i 1996.
Han er far til musikeren Emil de Waal.

## Bøger
- Planer, facader og snit: Billeder og tekster om arkitektur, Borgen 1971.
- Fire vægge: Boligsituationen i Danmark, Tiderne Skifter 1983.
- Arkitektoniske billeder og realiteter: Europa 1780-1980, Eks-skolen 1984.
- Tæring eller næring: 1950'erne i Danmark, Gyldendal 1987.
- Arkitektur & plan: Om byplan og bygningskunst, Dansklærerforeningen 1989/Amanda 1990.
- Landskaber i bevægelse, Chr. Ejlers' Forlag 1991.
- Miljøet er en privat sag: Fra selvvalg til selvfølge, Gyldendal 1991.
- Rumfang & tidslommer: Arkitekturbetragtninger, Fonden til udgivelse af Arkitekturtidskrift B 2001.
- Billedborgen: Københavns Rådhus 1905-2005, Jepsen & Co., eksp. Kroghs Forlag 2005.
- Omkørsel – et arkitekturpanoptikon, Aristo 2006.
- Figurer, skulptur og grafik: Billedhuggeren Lis Hooge-Hansen 1931-1981, Munkeruphus 2006.
- Nyt liv i maskinrummet: Syv eksempler, Realdania 2007.